# Kepler-102
Kepler-102 è una stella distante 353 anni luce (108 parsec) dalla Terra, nella costellazione della Lira. Si tratta di una nana arancione, una stella un po' più piccola del Sole. Nel 2014, in orbita attorno alla stella sono stati scoperti cinque pianeti, entro una distanza di 0,16 UA da essa.

## Sistema planetario
Nel gennaio 2014 è stato annunciata la presenza di cinque pianeti attorno alla stella, tre dei quali più piccoli della Terra, i cui segnali di transito erano già stati rilevati durante il primo anno della missione Kepler ma, a causa delle piccole dimensioni, non era stato facile subito escludere che fossero falsi positivi. Successivamente, sono stati rilevati altri due segnali. I dati successivi sulla velocità radiale hanno contribuito a determinare la massa dei due pianeti più grandi (Kepler-102 d e Kepler-102 e).
Al 2017, la ricerca di pianeti aggiuntivi utilizzando il metodo della variazione del tempo di transito non ha prodotto risultati, sebbene non si possa escludere la presenza di pianeti con semiasse maggiore oltre 10 UA.
Sotto, un prospetto del sistema di Kepler-102.
| Pianeta | Massa      | Raggio           | Periodo orb.                  | Sem. maggiore        | Eccentricità | Incl. orbita    | Scoperta |
| ------- | ---------- | ---------------- | ----------------------------- | -------------------- | ------------ | --------------- | -------- |
| b       | < 1,1 M⊕   | 0,460 ± 0,026 R⊕ | 5,286965 ± 0,000012 giorni    | 0,05521 ± 0,00049 UA | < 0,100      | 89,78 ± 0,22°   | 2014     |
| c       | < 1,7 M⊕   | 0,567 ± 0,028 R⊕ | 7,071392 ± 0,000022 giorni    | 0,06702 ± 0,00059 UA | < 0,094      | 89,82 ± 0,15°   | 2014     |
| d       | 3,0±1,3 M⊕ | 1,154 ± 0,058 R⊕ | 10,3117670 ± 0,0000041 giorni | 0,08618 ± 0,00076 UA | < 0,092      | 89,49 ± 0,11°   | 2014     |
| e       | 4,7±1,8 M⊕ | 2,17 ± 0,11 R⊕   | 16,1456994 ± 0,0000022giorni  | 0,1162 ± 0,0010 UA   | < 0,089      | 89,488 ± 0,051° | 2014     |
| f       | < 4,3 M⊕   | 0,861 ± 0,022 R⊕ | 27,453592 ± 0,000060 giorni   | 0,1656 ± 0,0015 UA   | < 0,10       | 89,320 ± 0,037° | 2014     |